# John Sculley
John Sculley (Nueva York, 6 de abril de 1939), es un empresario estadounidense. Fue vicepresidente (1970–1977) y presidente (1977–1983) de la compañía PepsiCo, hasta que se convirtió en director ejecutivo de Apple Computer el 8 de abril de 1983, posición que mantuvo hasta 1993. 
Actualmente es socio de una empresa de inversiones llamada Sculley Brothers. Sus experiencias en PepsiCo y Apple Computer fueron narradas en el libro De Pepsi a Apple, que el propio Sculley escribió en colaboración con John A. Byrne, redactor de la revista "Business Week".

## Biografía
Sculley nació en los Estados Unidos, pero a la semana de nacer su familia se mudó a las Bermudas.  También viviría en Brasil y Europa. A la edad de 14 años inventó independientemente un tubo de rayos catódicos en color pero no pudo patentarlo porque el Dr Lawrence ya había patentado un invento similar pocas semanas antes, patente que sería luego adquirida por Sony.[cita requerida]
Sculley se graduó como diseñador arquitectónico en la Universidad de Brown y obtuvo un MBA de la Escuela de Negocios de Wharton de la Universidad de Pensilvania.

## Apple Computer
John Sculley sucedió a Mike Markkula en el cargo de director ejecutivo de Apple Computer en 1983. El salario que negoció con el mismo Mike Markkula fue de 500.000 dólares anuales.
En 1985, Sculley y la ejecutiva terminaron de sacar a Steve Jobs, algo que fue un gran desacierto para la compañía llevándola a su temporal ocaso.[cita requerida] John Sculley luego también sería despedido.
Las razones por las cuales Sculley decidió despedir a Steve Jobs las comentó en una conferencia en Bali, donde contó en su intervención que Steve Jobs deseaba bajar el precio de los equipos Mac y cambiar la inversión publicitaria, trasladando una parte de lo dedicado en marketing del Apple II al Mac. Sculley se negó a hacer tal cosa, ya que consideraba que las bajas ventas del Mac no se debían al precio, y pensaba que una bajada del mismo supondría pérdidas económicas para la empresa. 
Steve Jobs quiso forzar a Sculley a seguir su plan y este acabó acudiendo al consejo de administración de Apple, que decidió que Jobs no podía seguir al frente del negocio de Macintosh. Por último, Sculley reconoció que aunque no se puede saber lo que hubiera sucedido si no hubiera habido ese enfrentamiento con Steve Jobs, cree que seguramente el rumbo de la compañía hubiera sido diferente, nadie sabe si el rumbo sería mucho mejor.